# Martin Ramoveš
Martin Ramoveš, slovenski stripar, kantavtor in pedagog * 1989, Kranj.
Raziskuje izrazne možnosti glasbe, poezije in stripa ter kombinacije teh medijev, čemur je posvetil tudi diplomsko delo Pesem v stripu na ljubljanski Pedagoški fakulteti leta 2015. 
Leta 2007 je ustanovil glasbeno skupino Martin Ramoveš Band, v kateri deluje kot tekstopisec, kitarist in pevec. Sodeluje tudi v drugih zasedbah.  

## Delo

### Stripovski in glasbeni albumi
- Zvok dežele, glasbeni album, Akord Records, 2012
- Nesojeni kavboji, glasbeni album v stripu, Stripburger/Forum Ljubljana in ZARŠ, 2014
- Astronomi, glasbeni album v stripu, Stripburger/Forum Ljubljana in Klopotec, 2017
- Rob - Zbadljivi poet v stripu in glasbi,  glasbeni album v stripu, Stripburger/Forum Ljubljana in Celinka, 2019
- Kontrabantarji, stripovski album (zgodba: Janez Ramoveš ), Stripburger, 2021
- Amerika, stripovski album (zgodba: Janez Ramoveš), Stripburger, 2023

### Krajši stripi
Martin Ramoveš je krajše stripe objavil v različnih publikacijah, med njimi so Stripburger, Tribuna, Strip bumerang, Glasna, Literatura idr. Je avtor dveh stripovskih serij: Ne morete preprečiti (Stripburger, 2011 - 2013) in Glasni stripi (Glasna, 2021 - ). Leta 2022 je v reviji Literatura objavil strip Nedeljsko kosilo (zgodba: Blaž Kutin); in prispeval stripovsko opremo za učbenik Genialni Ludwig van Beethoven: spoznavanje moči glasbe in glasbenikov. 

### Knjige
- Tina Mohorović in Martin Ramoveš: Brezvetrje - Narisane pesmi, Dolenjski muzej, 2022

### Animacija
- Ilustracije in zgodborisi za LP film Glasba je časovna umetnost 2: Pljuni istini u oči o prvencu skupine Buldožer.

### Knjižna ilustracija
- Marica Mrak: Bo že kok, še zmeri je blo kok, samozaložba, 2019
- Tomo Berdajs: Vamper, Grafični atelje Zenit, 2021
- Gregor Strniša: Space, Društvo slovenskih pisateljev, 2024

### Film
Martin Ramoveš je leta 2018 nastopil v filmu Govorilne ure, ki ga je režiral Gašper Antauer.

### Samostojne razstave
- Risbe, Pedagoška fakulteta, Ljubljana, 2011
- Nesojeni kavboji, Layerjeva hiša, Kranj, 2014
- Nesojeni kavboji, eMCe plac, Velenje, 2014
- Nesojeni kavboji, Rdeča ostriga, Škofja Loka, 2014
- Nesojeni kavboji, Kulturni center slikarjev Šubic, Poljane, 2014
- Nesojeni kavboji, Baza 13, Kočevje, 2015
- Nesojeni kavboji, razstava ob Prešernovi nagradi, Pedagoška fakulteta, Ljubljana, 2015
- Pljunek na papir, razstava originalnih skic in zgodborisov, Kinodvor, Ljubljana, 2017
- Astronomi, Mestni park, Maribor, 2017
- Umetnik na mesec: Martin Ramoveš, Galerija Dobra vaga, Ljubljana, 2017
- Glasbeni album, Galerija Pogled – enota Miha Maleš, Kamnik, 2018
- Pred lovom [striptih], Ulična galerija, Kranj, oktober 2018
- Po robu, razstava stripa Rob, Zbadljivi poet v stripu in glasbi, Galerija K18, Maribor, 2019
- ROB, razstava grafičnih odtisov, Kino Šiška, 2019
- Bo že kok, še zmeri je blo kok, razstava ilustracij, stolp Pungert, Kranj 2020
- Ivan Rob, razstava stripa, Osnovna šola Ivana Roba, Šempeter pri Gorici, 2020

### Skupinske razstave
- Balada o Zalem Gadju, CUK Kino Šiška, Ljubljana, 2013
- Striptinska kapela, Striparna Pritličje, Ljubljana, 2016
- Stripovsko desetletje, Strip v Sloveniji 2006–2016, Celje, 2017
- Premiki, kontinuiteta, prehajanja in …, Vodnikova domačija, Ljubljana, 2017

## Nagrade in priznanja
- glavna nagrada na natečaju Živel strip! (Stripburger / Viva Comix), 2006
- študentska Prešernova nagrada Pedagoške fakultete v Ljubljani za diplomsko delo Pesem v stripu, 2015
- Groharjeva štipendija za ustvarjalnost, 2023